# Diocesi di Nevers

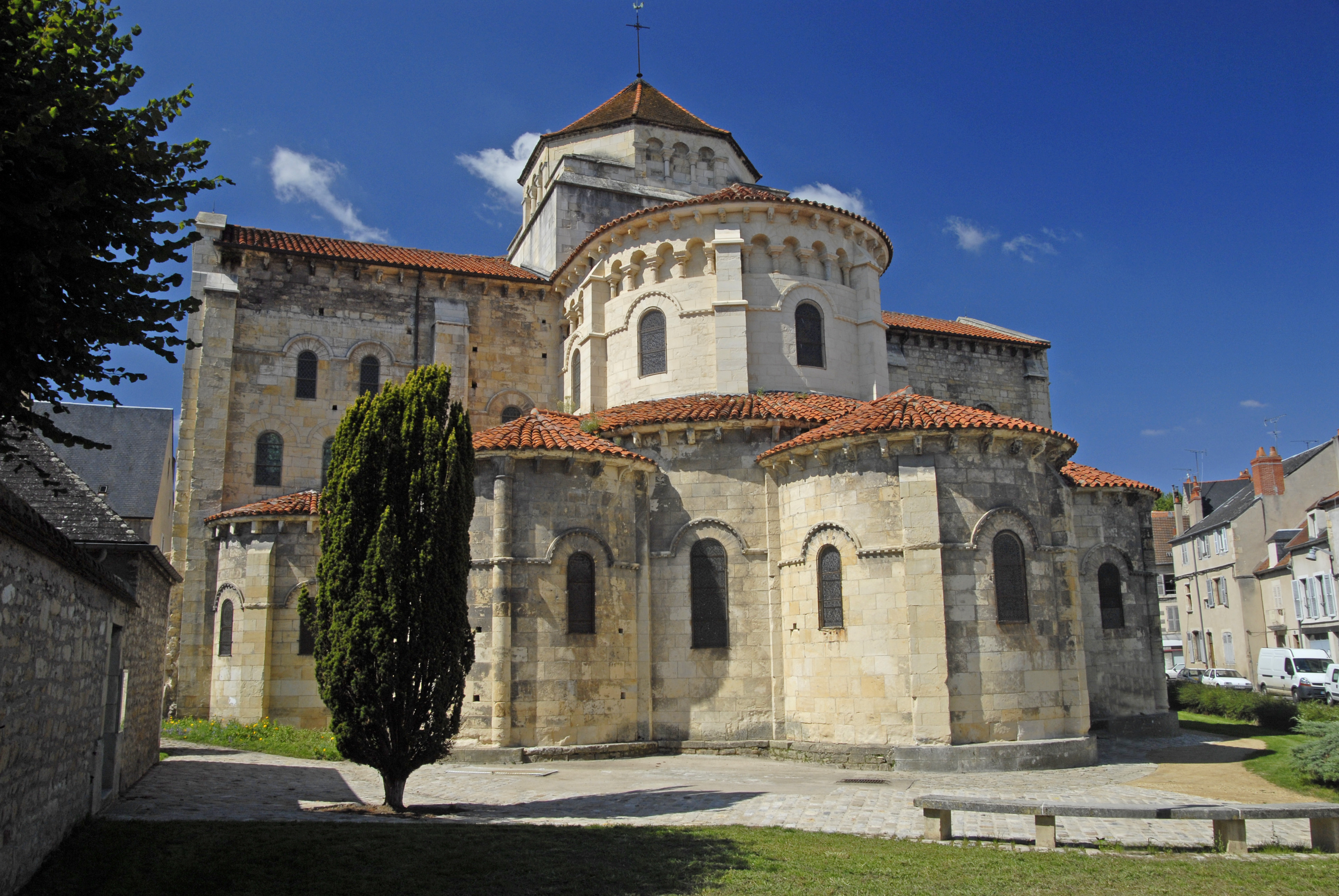
La chiesa abbaziale Saint-Etienne di Nevers, dell'XI secolo.

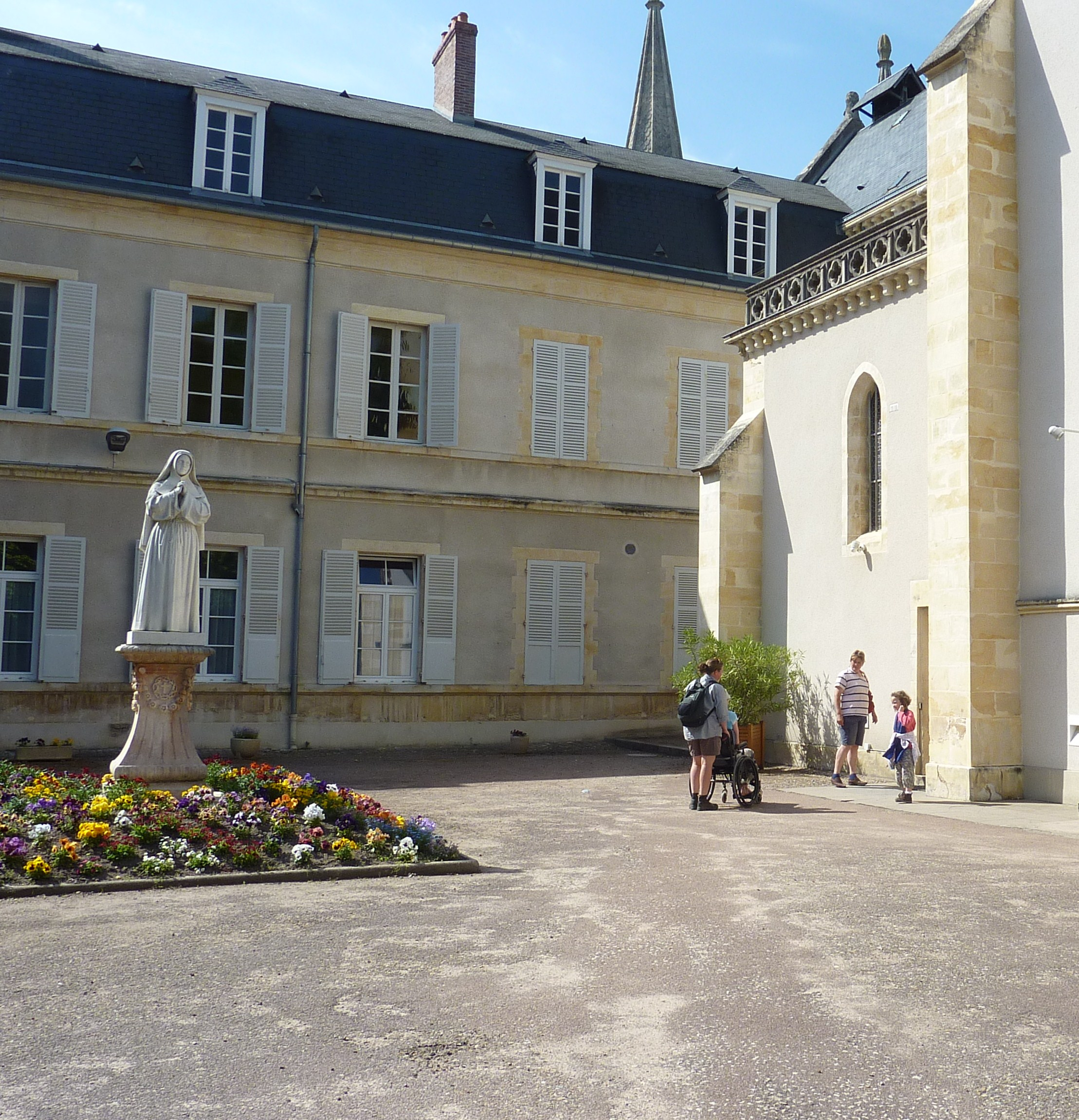
La cappella del convento Saint-Gildard, dove morì Bernadette Soubirous.

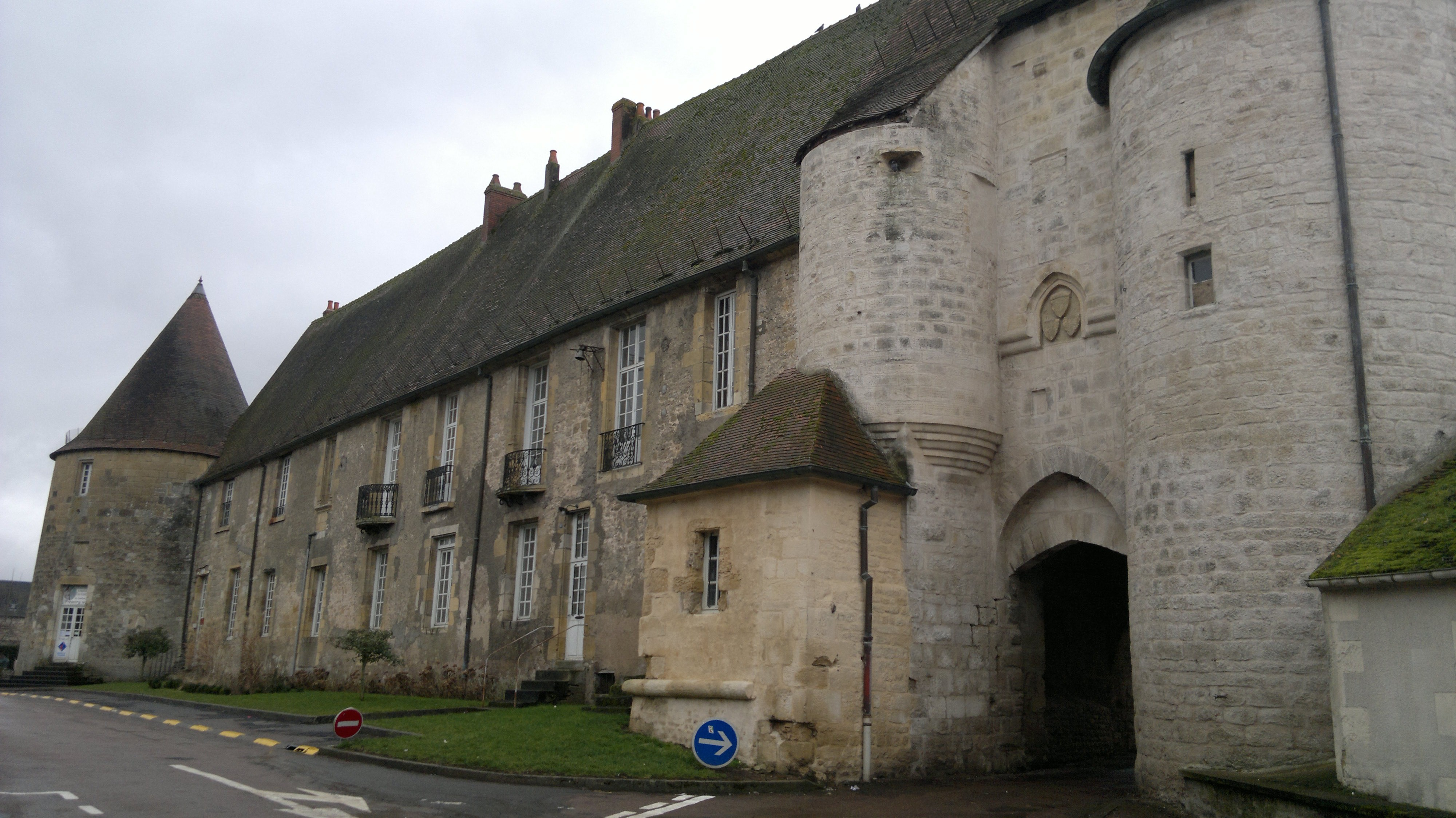
Castello dei vescovi di Nevers a Prémery.

La diocesi di Nevers (in latino Dioecesis Nivernensis) è una sede della Chiesa cattolica in Francia suffraganea dell'arcidiocesi di Digione. Nel 2023 contava 144.700 battezzati su 203.000 abitanti. È retta dal vescovo Grégoire Drouot.

## Territorio
La diocesi si trova nella parte occidentale della Borgogna e comprende il dipartimento francese della Nièvre.
Sede vescovile è la città di Nevers, dove si trova la cattedrale dei Santi Quirico e Giulitta.
Il territorio è suddiviso in 45 parrocchie, raggruppate in 6 decanati o Groupements de paroisses.

## Storia
L'evangelizzazione della regione di Nevers (Nivernese) risale al III secolo; la tradizione tramanda i nomi dei santi Reveriano, Pellegrino, Paolo e Patrizio. A partire dal V secolo la regione è parte del regno di Borgogna, ma è difficile accertare se a quest'epoca esistesse già una diocesi; la Notitia Galliarum, risalente a questo stesso periodo, non menziona Nevers tra le civitates della Gallia Lugdunense quarta (o Senonia). Lo storico Louis Duchesne ipotizza che la diocesi sia stata eretta in occasione dell'erezione di una frontiera tra i Franchi e i Burgundi.
Secondo la tradizione, il primo vescovo di Nevers sarebbe sant'Euladio; invece il primo vescovo storicamente accertato è Tauriciano, che prese parte al concilio di Epaon nel 517. Alcuni dei vescovi fra i secoli IV e IX sono venerati come santi: Arigio, Agricola, Gerolamo, Deodato, Nectario e Iterio. In origine la diocesi era suffraganea dell'arcidiocesi di Sens, sede metropolitana della Senonia.
La primitiva cattedrale del VI secolo era dedicata ai santi Gervasio e Protaso. All'epoca di Carlo Magno l'edificio, in pessime condizioni, fu ricostruito e dedicato ai santi Quirico e Giulitta. Risale al XIII secolo la costruzione dell'odierna cattedrale in forme gotiche.
A partire dall'XI secolo fiorirono nella diocesi alcune importanti abbazie. Si ricordano in particolare: l'abbazia di Bellevaux (oggi Limanton) dell'Ordine premostratense, quella di Santo Stefano dei benedettini e quella agostiniana di San Martino a Nevers.
Nel XVI secolo, durante le guerre di religione, il vescovo Jacques Spifame abbracciò il calvinismo e diede le dimissioni dalla diocesi; accusato di falsità, fu decapitato a Ginevra.
Si deve al vescovo Eustache de Chéry l'istituzione del seminario diocesano, che fu aperto nell'abbazia San Martino ed affidato, nella direzione e nell'insegnamento, ai monaci agostiniani.
Al momento dell'insorgere della rivoluzione, la diocesi comprendeva 271 parrocchie, suddivise in 2 arcidiaconati e di 15 arcipreture.
In seguito al concordato, il 29 novembre 1801 con la bolla Qui Christi Domini di papa Pio VII la diocesi fu soppressa ed il suo territorio fu diviso fra l'arcidiocesi di Bourges e la diocesi di Autun.
Un nuovo concordato, stipulato nel giugno 1817, prevedeva il ristabilimento della diocesi. Ma questo accordo non entrò mai in vigore, in quanto non ratificato dal Parlamento di Parigi. Di conseguenza non ebbe effetto nemmeno la nomina del vescovo Jean-Marie Cliquet de Fontenay.
Il 6 ottobre 1822 la diocesi fu ristabilita con la bolla Paternae charitatis del medesimo papa Pio VII, ricavandone il territorio dalla diocesi di Autun.
A Nevers si ritirò, nel 1866, Bernadette Soubirous, nel convento delle Suore della Carità, dove morì il 16 aprile 1879. Nella città episcopale inoltre si trova la casa-madre delle Suore della Carità, fondate nel 1680.
L'8 dicembre 2002 è entrata a far parte della provincia ecclesiastica dell'arcidiocesi di Digione.

## Cronotassi dei vescovi
Si omettono i periodi di sede vacante non superiori ai 2 anni o non storicamente accertati.
Due sono gli antichi cataloghi episcopali di Nevers, contenuti in un sacramentario dell'XI secolo e in un evangeliario del IX secolo. Entrambi arrivano, di prima mano, fino a Hugues II († 1066), e dunque è probabile che furono redatti in quest'epoca. Questi testi sono verificabili solo a partire dalla fine del IX secolo; per i vescovi precedenti essi riportano nomi ignoti alla storia, mentre mancano alcuni nomi di vescovi storicamente documentati da fonti esterne ai cataloghi.
Esiste un altro catalogo della fine del XII secolo ed attribuito a Roberto di Saint-Marien, che distingue i vescovi in due serie: quelli che ebbero come sede episcopale la chiesa dei Santi Gervaso e Protasio, e quelli che sedettero sulla cattedra della chiesa dei Santi Quirico e Giulitta. Il trasferimento della cattedra vescovile avvenne all'epoca di Carlo Magno.
- Sant'Euladio (Euladius) †[6]
- Tauriciano † (menzionato nel 517)
- Rustico † (prima del 538 - dopo il 541)
- Sant'Arigio † (prima del 549 - dopo il 552)
- Eufronio † (menzionato nel 558)[7]
- Sant'Eoladio (Aeoladius) † (menzionato nel 570)
- Sant'Agricola † (prima del 581 - dopo il 590)
- Fulcilio †[8]
- Rauraco † (prima del 614 - dopo il 654)
- Leodebaldo † (menzionato nel 660)
- Echerio †[9]
- Sant'Iterio †[10]
- Opportuno †
- Gisleberto †
- Nettario †
- Widdone †
- Ebarcio †
- San Deodato †
- Chebroaldo † (menzionato nel 747)[11]
- Raginfredo †[12]
- San Gerolamo † (inizio del IX secolo)[13]
- Giona † (prima dell'817 - dopo l'829)
- Gerfredo † (menzionato nell'833 circa)
- Erimanno † (prima dell'841 - dopo l'858)[14]
- Abbone † (prima dell'862 - dopo gennaio 881)[15]
- Emmeno † (prima dell'885 - dopo luglio 891)
- Francone † (prima di luglio 894 - dopo il 903)
- Attone † (prima del 908 - dopo il 910)
- Launone † (menzionato nel 924)
- Tedalgrino † (prima del 932 - dopo agosto 946)
- Gauberto † (prima di marzo 948 - dopo aprile 955)
- Gerardo †[16]
- Natrano, O.S.B. † (circa 959 - dopo marzo 979)
- Rocleno † (prima di ottobre 982 - dopo il 1001)
- Hugues de Champallement I † (circa 1013 - 7 maggio 1066[17] deceduto)
- Malguin † (prima del 1068 - 1º giugno 1074 deceduto)
- Hugues de Champallement II † (prima del 1º novembre 1074 - 23 novembre 1191 deceduto)[18]
  - Sede vacante
- Gui † (circa 1096 - 29 aprile 1099 deceduto)
- Hervé † (18 dicembre 1099 consacrato - 8 agosto 1110 deceduto)
- Hugues III † (prima di aprile 1111 - 25 febbraio 1121 deceduto)
- Fromond † (1121 - 29 novembre 1145 deceduto)
- Geoffroi † (1146 o 1147 - 14 febbraio 1159 deceduto)
- Bernard de Saint-Saulge † (prima di febbraio 1160 - 14 febbraio 1177 deceduto)
- Thibaut † (1177 - 25 aprile 1189 deceduto)
- Jean † (1190 - 15 aprile 1196 deceduto)
- Gauthier † (1196 - 11 gennaio 1202 deceduto)
- Guillaume de Saint-Lazare † (1202 - 19 maggio 1221 deceduto)
- Gervais de Châteauneuf † (1222 - 28 febbraio 1223 deceduto)
- Renaud de Nevers † (1223 - 28 luglio 1230 deceduto)
- Raoul de Beauvais † (aprile 1232 - 19 novembre 1239 deceduto)
- Robert Le Cornu † (1240 - 14 gennaio 1252 o 1253 deceduto)
- Henri Le Cornu † (9 giugno 1253 - 14 maggio 1254 nominato arcivescovo di Sens)
- Guillaume de Grandpuy † (8 marzo 1255 - 31 maggio 1260 deceduto)
- Robert de Marzy † (1260 - 14 gennaio 1273 deceduto)
- Gilles de Châteaurenaud † (26 febbraio 1273 - ? deceduto)
- Gilles de Chastelet † (23 luglio 1285 - 28 luglio 1294 deceduto)[19]
- Jean de Savigny † (28 marzo 1295 - 4 giugno 1314 deceduto)
- Guillaume Beaufils † (1314 - 2 febbraio 1319 deceduto)
- Pierre Bertrand il Vecchio † (28 gennaio 1320 - 19 maggio 1322 nominato vescovo di Autun)
- Bertrand Gascon † (19 maggio 1322 - 1332 deceduto)
- Jean Mandevillain † (1333 - 12 settembre 1334 nominato vescovo di Arras)
- Pierre Bertrand il Giovane † (20 gennaio 1335 - 15 marzo 1339 nominato vescovo di Arras)
- Bertrand Tissandier † (15 marzo 1339 - ? deceduto)
- Renaud des Moulins † (6 novembre 1359 - 1361 deceduto)[20]
- Pierre Aycelin de Montaigut, O.S.B. † (2 agosto 1361 - 8 gennaio 1371 nominato vescovo di Laon)
- Jean de Neufchâtel † (10 febbraio 1371 - 27 agosto 1372 nominato vescovo di Toul)
- Pierre de Villiers, O.P. † (27 agosto 1372 - 12 settembre 1375 nominato vescovo di Troyes)
- Pierre de Dinteville † (12 settembre 1375 - 1380 deceduto)
- Maurice de Coulange-la-Vineuse, O.P. † (1º aprile 1381 - 16 gennaio 1395 deceduto)
- Philippe Froment, O.P. † (1º febbraio 1395 - 20 gennaio 1401 deceduto)
- Robert de Dangueil † (maggio 1401 - 22 luglio 1430 deceduto)
- Jean Germain † (15 dicembre 1430 - 20 agosto 1436 nominato vescovo di Chalon)
- Jean Vivien † (26 settembre 1436 - giugno 1445 deceduto)
  - Jean Troufon † (8 ottobre 1445 - ?) (vescovo eletto)
- Jean d'Etampes † (15 gennaio 1448 - 1461 dimesso)
- Pierre de Fontenai † (23 settembre 1461 - 3 giugno 1499 deceduto)
  - Fernando de Almeida (Cotignus) † (19 giugno 1499 - 7 gennaio 1500 deceduto) (vescovo eletto)
- Filippo II di Kleve † (24 gennaio 1500 - 9 agosto 1503 nominato vescovo di Autun)
  - Niccolò Fieschi † (dopo il 9 agosto 1503 - 1505 dimesso) (amministratore apostolico)
- Antoine de Fleurs † (31 maggio 1505 - 12 settembre 1507 deceduto)
- Jean Bohier † (7 febbraio 1508 - 30 luglio 1512 deceduto)
- Imbert de la Platière de Bourdillon † (13 gennaio 1513 - 11 febbraio 1519 deceduto)
- Jacques d'Albret † (14 marzo 1519 - 22 febbraio 1540 deceduto)
- Carlo di Borbone-Vendôme † (5 luglio 1540 - 5 maggio 1546 dimesso)
- Jacques Spifame † (5 maggio 1546 - 1558 dimesso)
- Gilles Spifame † (27 gennaio 1559 - 7 aprile 1578 deceduto)
- Arnaud Sorbin † (26 maggio 1578 - 1º maggio 1606 deceduto)
- Eustache Du Lis † (17 luglio 1606 - 17 giugno 1643 deceduto)
- Eustache de Chéry † (17 giugno 1643 succeduto - prima del 26 settembre 1666 dimesso)
- Édouard Valot † (7 marzo 1667 - 3 settembre 1705 deceduto)
- Édouard Bargedé † (22 marzo 1706 - 20 luglio 1719 deceduto)
- Charles-Fontaine Des Montees † (18 settembre 1719 - 20 febbraio 1740 deceduto)
- Guillaume d'Hugues de la Motte † (5 dicembre 1740 - 19 luglio 1751 nominato arcivescovo di Vienne)
- Jean-Antoine de Tinseau † (19 luglio 1751 - 24 settembre 1782 deceduto)
- Pierre de Séguiran † (16 dicembre 1782 - 3 aprile 1789 deceduto)
- Louis-Jérême de Suffren de Saint-Tropez † (3 agosto 1789 - 21 giugno 1796 deceduto)
  - Sede vacante (1796-1801)
  - Sede soppressa (1801-1822)
  - Jean-Marie Cliquet de Fontenay † (1º ottobre 1817 - 1º luglio 1820 nominato arcivescovo di Bourges) (vescovo eletto)
- Jean-Baptiste-François-Nicolas Millaux † (16 maggio 1823 - 19 febbraio 1829 deceduto)
- Charles de Douhet d'Auzers † (27 luglio 1829 - 9 febbraio 1834 deceduto)
- Paul Naudo † (30 settembre 1834 - 22 luglio 1842 nominato arcivescovo di Avignone)
- Dominique-Augustin Dufêtre † (27 gennaio 1843 - 6 novembre 1860 deceduto)
- Théodore-Augustin Forcade † (18 marzo 1861 - 25 luglio 1873 nominato arcivescovo di Aix)
- Thomas-Casimir-François de Ladoue † (25 luglio 1873 - 23 luglio 1877 deceduto)
- Etienne-Antoine-Alfred Lelong † (21 settembre 1877 - 16 novembre 1903 deceduto)
  - Sede vacante (1903-1906)
- François-Léon Gauthey † (21 febbraio 1906 - 20 gennaio 1910 nominato arcivescovo di Besançon)
- Pierre Chatelus † (13 aprile 1910 - 22 aprile 1932 dimesso[21])
- Patrice Flynn † (16 agosto 1932 - 17 dicembre 1963 dimesso[22])
- Michel-Louis Vial † (17 dicembre 1963 succeduto - 2 luglio 1966 nominato vescovo di Nantes)
- Jean François Marie Streiff † (21 settembre 1966 - 8 luglio 1987 ritirato)
- Michel Paul Marie Moutel † (19 luglio 1988 - 22 luglio 1997 nominato arcivescovo di Tours)
- François Joseph Pierre Deniau † (26 giugno 1998 - 27 agosto 2011 ritirato)
- Thierry Brac de la Perrière (27 agosto 2011 - 26 giugno 2023 dimesso[23])[24]
- Grégoire Drouot, dal 16 marzo 2024

## Statistiche
La diocesi nel 2023 su una popolazione di 203.000 persone contava 144.700 battezzati, corrispondenti al 71,3% del totale.
| anno | popolazione | popolazione | popolazione | presbiteri | presbiteri | presbiteri | presbiteri                | diaconi | religiosi | religiosi | parrocchie |
| anno | battezzati  | totale      | %           | numero     | secolari   | regolari   | battezzati per presbitero | diaconi | uomini    | donne     | parrocchie |
| ---- | ----------- | ----------- | ----------- | ---------- | ---------- | ---------- | ------------------------- | ------- | --------- | --------- | ---------- |
| 1950 | 240.000     | 248.559     | 96,6        | 242        | 235        | 7          | 991                       |         | 7         | 270       | 309        |
| 1970 | 235.000     | 247.702     | 94,9        | 182        | 176        | 6          | 1.291                     |         | 13        | 325       | 311        |
| 1980 | ?           | 251.900     | ?           | 142        | 134        | 8          | ?                         |         | 14        | 298       | 311        |
| 1990 | 235.000     | 246.000     | 95,5        | 105        | 98         | 7          | 2.238                     | 1       | 12        | 233       | 64         |
| 1999 | 229.300     | 233.000     | 98,4        | 75         | 69         | 6          | 3.057                     | 4       | 10        | 186       | 63         |
| 2000 | 221.300     | 225.000     | 98,4        | 75         | 68         | 7          | 2.950                     | 4       | 11        | 192       | 63         |
| 2001 | 221.000     | 225.600     | 98,0        | 77         | 68         | 9          | 2.870                     | 4       | 13        | 192       | 63         |
| 2002 | 221.000     | 225.600     | 98,0        | 68         | 59         | 9          | 3.250                     | 6       | 13        | 192       | 63         |
| 2003 | 221.000     | 225.600     | 98,0        | 71         | 63         | 8          | 3.112                     | 6       | 12        | 189       | 52         |
| 2004 | 180.000     | 232.000     | 77,6        | 67         | 60         | 7          | 2.686                     | 6       | 11        | 202       | 51         |
| 2013 | 183.900     | 232.700     | 79,0        | 51         | 45         | 6          | 3.605                     | 10      | 11        | 166       | 47         |
| 2016 | 166.000     | 216.786     | 76,6        | 49         | 43         | 6          | 3.387                     | 12      | 12        | 155       | 47         |
| 2019 | 148.400     | 208.518     | 71,2        | 46         | 40         | 6          | 3.226                     | 11      | 6         | 69        | 47         |
| 2021 | 143.420     | 201.518     | 71,2        | 44         | 37         | 7          | 3.259                     | 14      | 7         | 52        | 45         |
| 2023 | 144.700     | 203.000     | 71,3        | 38         | 32         | 6          | 3.807                     | 14      | 6         | 50        | 45         |